# Nao Kodaira
Nao Kodaira (en japonès: 小平 奈緒; prefectura de Nagano, 26 de maig de 1986) és una patinadora de velocitat sobre gel.

## Carrera esportiva

### Vancouver 2010
En els Jocs Olímpics d'Hivern 2010 a Vancouver (Canadà), va guanyar una medalla de plata en l'esdeveniment de persecució per equips. També va participar en els esdeveniments de 500, 1000 i 1500 metres, sense obtenir medalles.

### Sochi 2014
Va participar sense èxit als Jocs Olímpics d'Hivern 2014 a Sochi (Rússia), en els esdeveniments de 500 i 1000 metres. Després, es va traslladar als Països Baixos per millorar el seu entrenament.

### Copes Mundials
A la Copa Mundial de Patinatge de Velocitat sobre Gel, ha guanyat 15 esdeveniments consecutius des de 2016.

### Campionats mundials
En el Campionat Mundial de Patinatge de Velocitat Individual sobre Gel de 2017 a Gangneung (Corea del Sud), es va convertir en la primera dona japonesa a guanyar un títol mundial de velocitat individual.

### Pyeongchang 2018
En els Jocs Olímpics d'Hivern 2018 a Pyeongchang (Corea del Sud), va guanyar medalles d'or i plata en els esdeveniments de 500 i 1000 metres respectivament. També va participar en l'esdeveniment de 1500 metres, en què va quedar en el sisè lloc.
En la primera competició, també va establir un rècord olímpic i es va convertir en la primera dona a competir per sota dels 37 segons a nivell del mar (aconseguint un temps de 36.94), així com la primera dona japonesa campiona en patinatge de velocitat. Amb aquesta medalla va bloquejar l'intent de la sud-coreana Lee Sang-Hwa d'obtenir la seva tercera medalla d'or en aquest esdeveniment, que va quedar en segon lloc. Ella també era la posseïdora del rècord anterior, trencat per Kodaira.

### Rècords
És l'actual posseïdora del rècord mundial en els 1000 metres, combinació de velocitat, i velocitat per equips, així com l'actual posseïdora del rècord japonès en 500 metres.